# Moringa
Moringaceae é uma família de plantas com flor (angiospérmicas) pertencente à ordem Brassicales. A família é monogenérica, constituída pelo género único Moringa. O género agrupa 13 espécies, todas com distribuição natural nas regiões de clima tropical e subtropical da África e do sudoeste da Ásia. As espécies de Moringa apresentam crescimento rápido, adaptando-se a uma grande variedade de ambientes, incluindo em regiões semi-áridas.

## Descrição
As espécies do género Moringa são arbustos ou pequenas árvores decíduas, com raízes e caules suculentos, bulbosos ou carnudos, nalguns casos "árvores de garrafa" com troncos paquicaules suculentas e inchados. Todas estas espécies contêm, em particular nas suas partes suculentas, os glucosinolatos típicos das Brassicales que lhes conferem um forte cheiro a rábano. As espécies arbustivas têm em geral um número  reduzido de ramos em torno da parte terminal do tronco, que secam quando as condições de secura ambiental obrigam a planta a reduzir o consumo de água. Em períodos húmidos estas espécies recuperam as ramagem, com crescimento rápido a partir dos nutrientes armazenados nas raízes e caules suculentos.
As folhas apresentam inserção alterna, duas ou três vezes pinadas, com margens inteiras, geralmente com limbos pequenos. Não têm estípulas, mas por vezes apresentam protuberâncias glandulosas nas base dos pecíolos e folíolos.
As flores são hermafroditas, pentâmeras, agrupadas em inflorescências axilares cimeiras do tipo panícula, cada uma com numerosas flores. A flores são muitas vezes pequenas, sendo que nos casos em que são maiores apresentam marcada zigomorfia. O cálice é em forma de taça ou tubular. As 5 sépalas são todas desiguais e de entre as 5 pétalas desiguais, de coloração branca, amarela ou vermelha, a mais exterior é em geral a de maiores dimensões. Entre os 5 estames férteis ocorrem 3-5 estaminódios. Entre os carpelo, de 2 a 4 são fundidos num ovário súpero ou semi-súpero, esbelto e cilíndrico, que termina num estilete tubular, sem estigmas radiais.
O fruto é uma cápsula lenhosa, de três a doze gomos que termina em três abas que se abrem na maturidade de forma explosiva. As sementes são numerosas, na maioria dos casos aladas, com três asas, não contendo tecido nutritivo (endosperma).
O nome genérico deriva de murungai /munakkai/ muringa, os vocábulos tâmil/telugo/malaiala usados como nome comum da espécie Moringa oleifera.  Na língua gujarati a espécie é denominda saragvo.
Na sua presente circunscrição taxonómica o género Moringa agrupa 13 espécies validamente descritas, todas nativas das regiões de climas tropicais e subtropicais. As espécie variam em hábito e tamanho entre pequenas plantas herbáceas e árvores de grandes dimensões. A maioria apresenta uma marcada paquicaulia.
A espécie tipo, e simultaneamente a mais conhecida, é Moringa oleifera, árvore originária do estado de Kerala, no sopé dos Himalaias (noroeste da Índia), conhecida pelo nome comum de moringa ou acácia-branca. Esta espécie é cultivada como árvore multiusos nos trópicos. A espécie africana Moringa stenopetala também é amplamente cultivada, embora menos que Moringa oleifera.

## Espécies
O género Moringa inclui as seguintes espécies validamente descritas:
- Moringa arborea Verdc. (nativa do Quénia)[10]
- Moringa borziana Mattei (nativa da Somália)[10]
- Moringa concanensis Nimmo (nativa do norte da Índia)[10]
- Moringa drouhardii Jum. – (nativa do sudoeste de Madagáscar)[10]
- Moringa hildebrandtii Engl. – (nativa do sudoeste de Madagáscar)[10]
- Moringa longituba Engl. (nativa da Etiópia e Somália)[10]
- Moringa oleifera Lam., 1785 (sin.: M. pterygosperma) – acácia-branca (nativa do noroeste da Índia);[10]
- Moringa ovalifolia Dinter & Berger (nativa da Namíbia e Angola)[10]
- Moringa peregrina (Forssk.) Fiori [11] (nativa da região do Corno de África e do sul do Sinai, Egipto)[10][12]
- Moringa pygmaea Verdc. (nativa da Somália)[10]
- Moringa rivae Chiov. (nativa do Quénia e Etióopia)[10]
- Moringa ruspoliana Engl. (nativa da Etiópia)[10]
- Moringa stenopetala (Baker f.) Cufod.[13][14] (nativa do Quénia e Etiópia)[10]

## Galeria

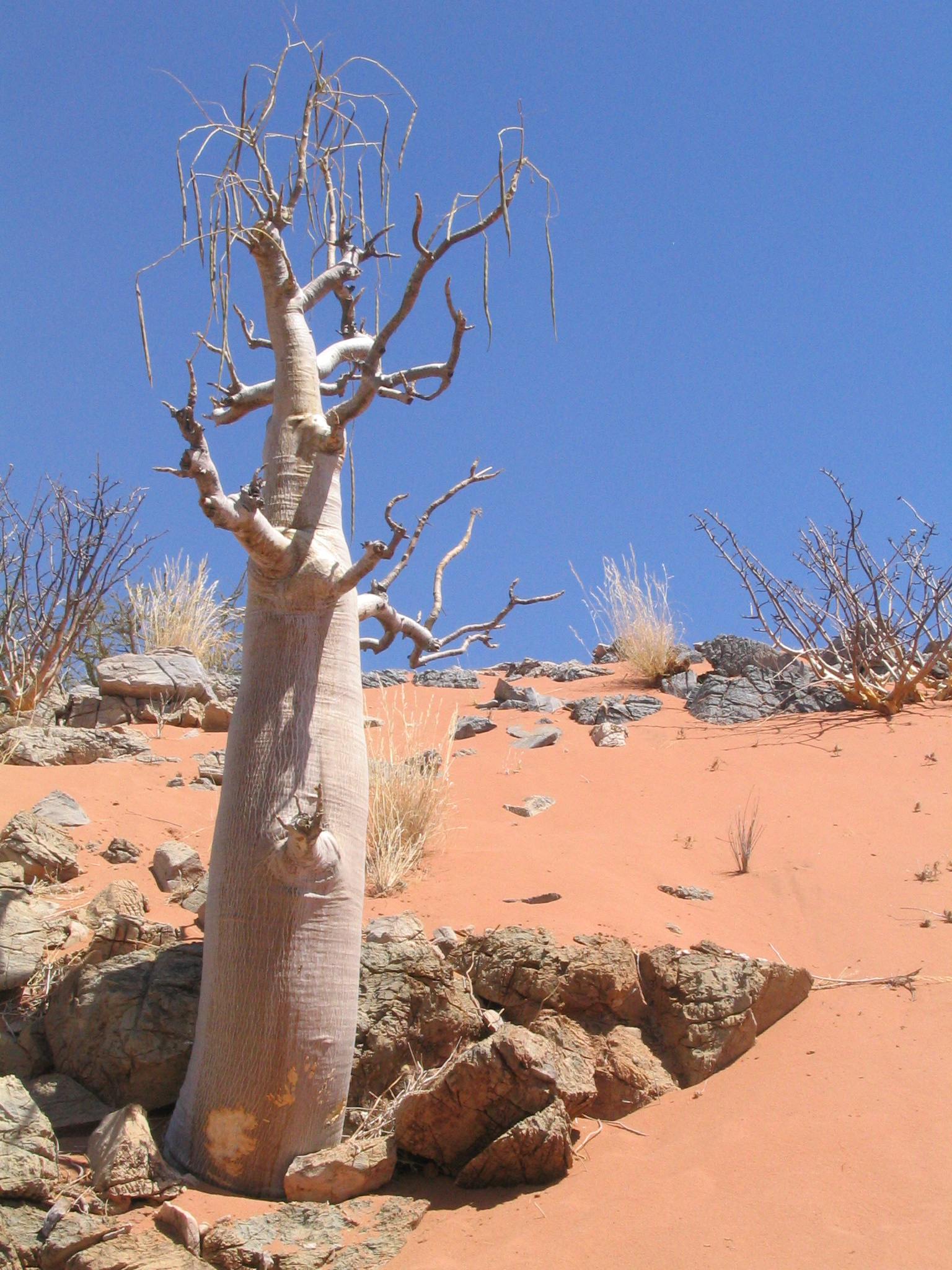
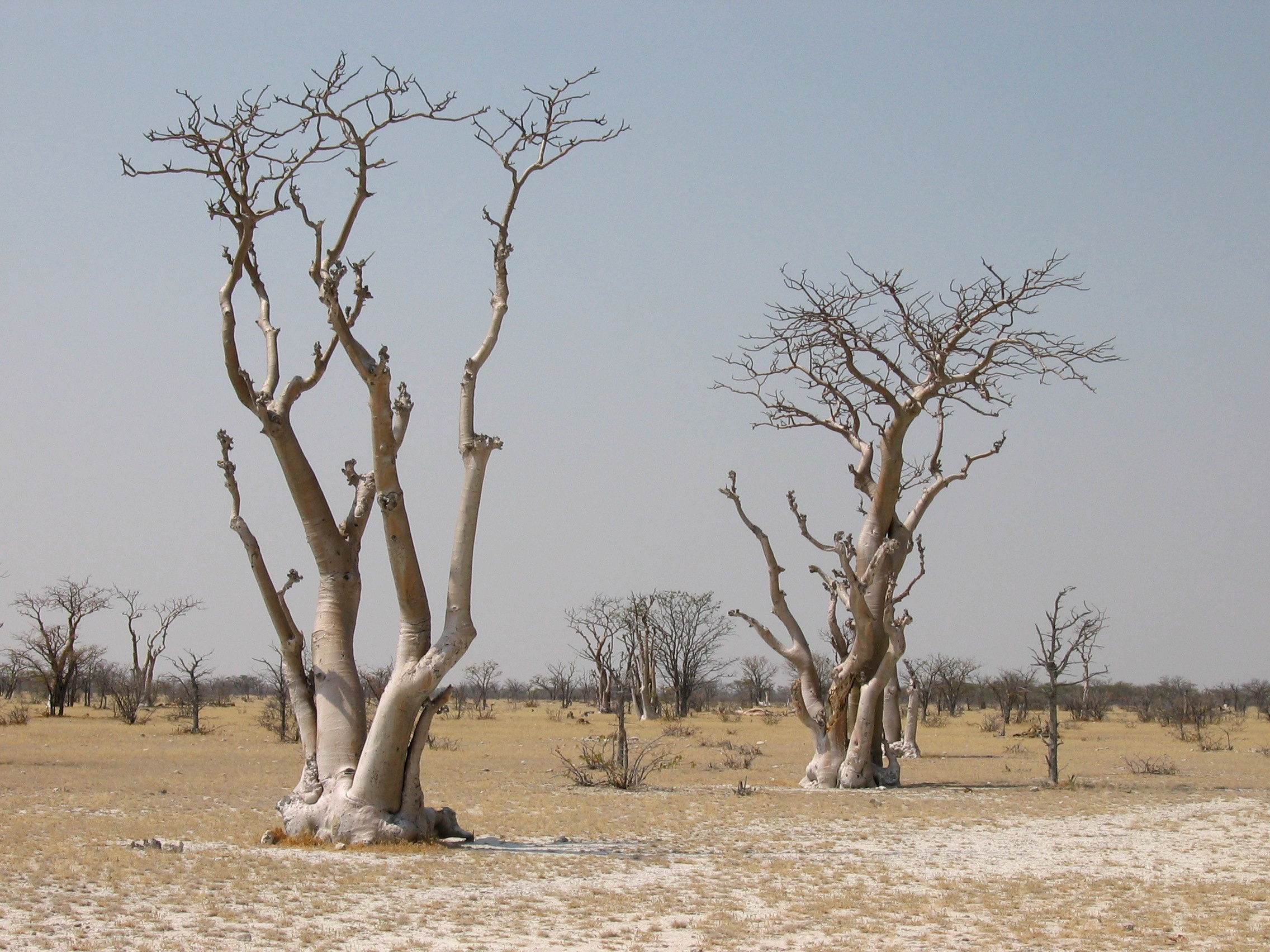
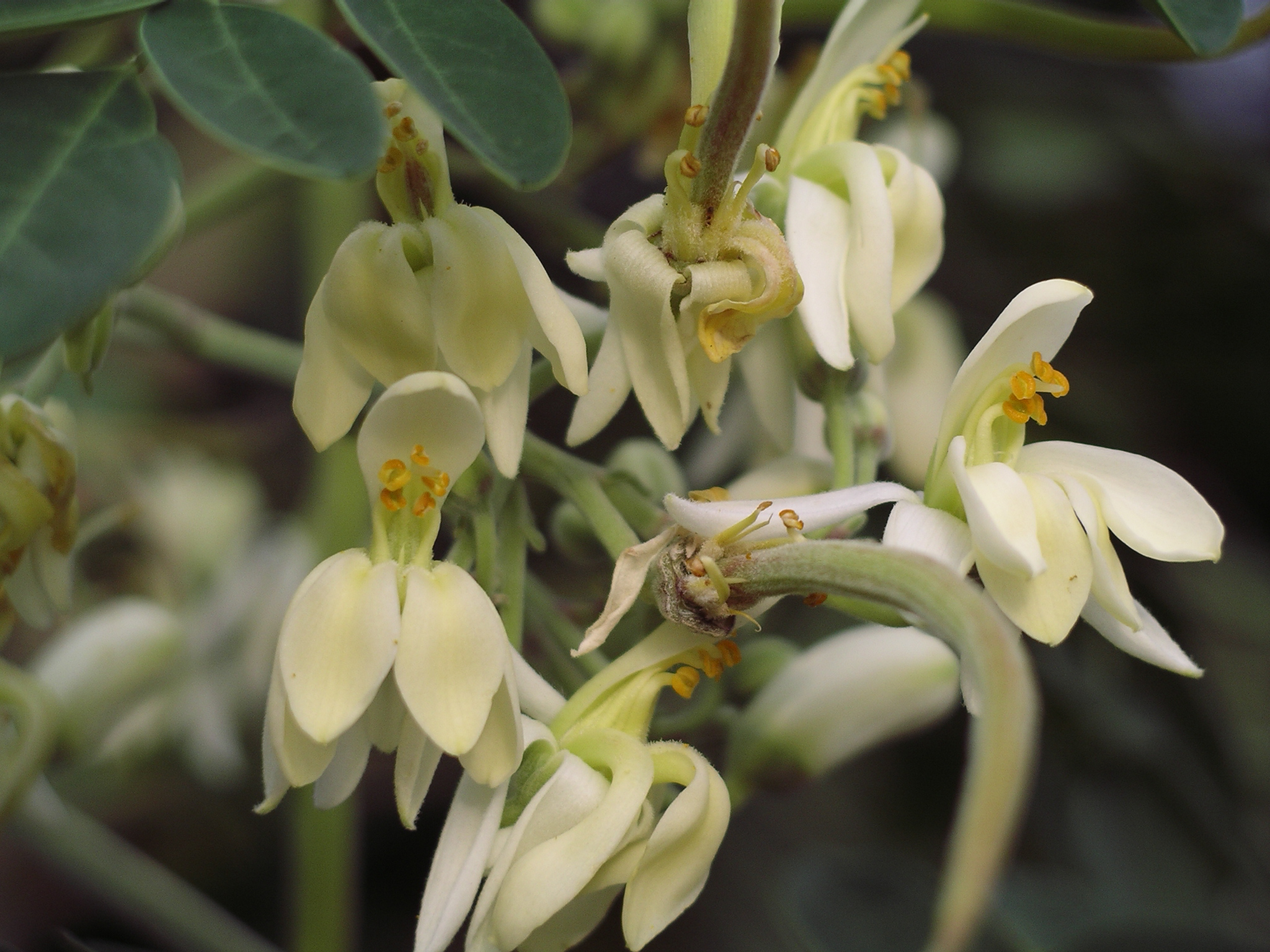
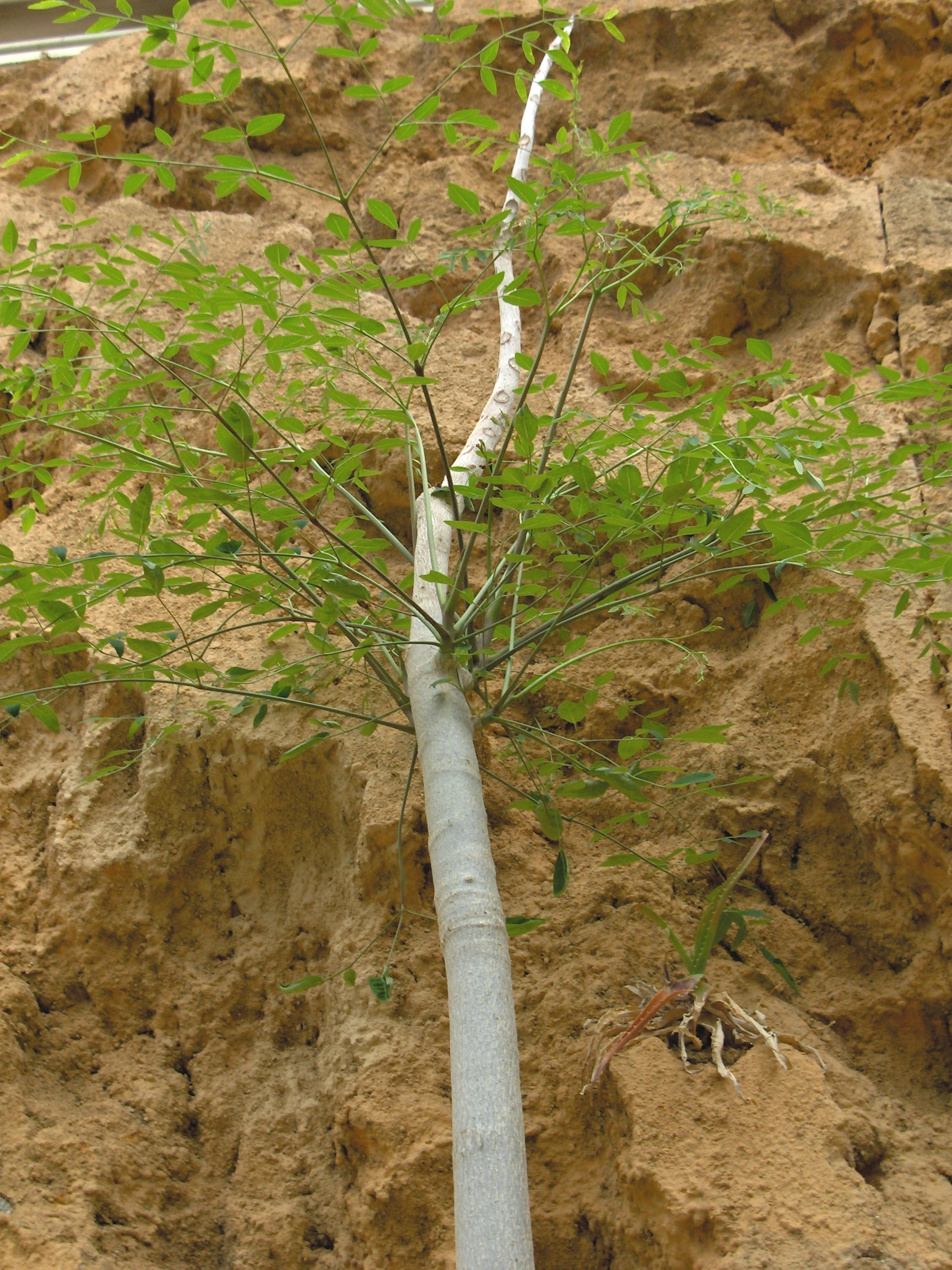
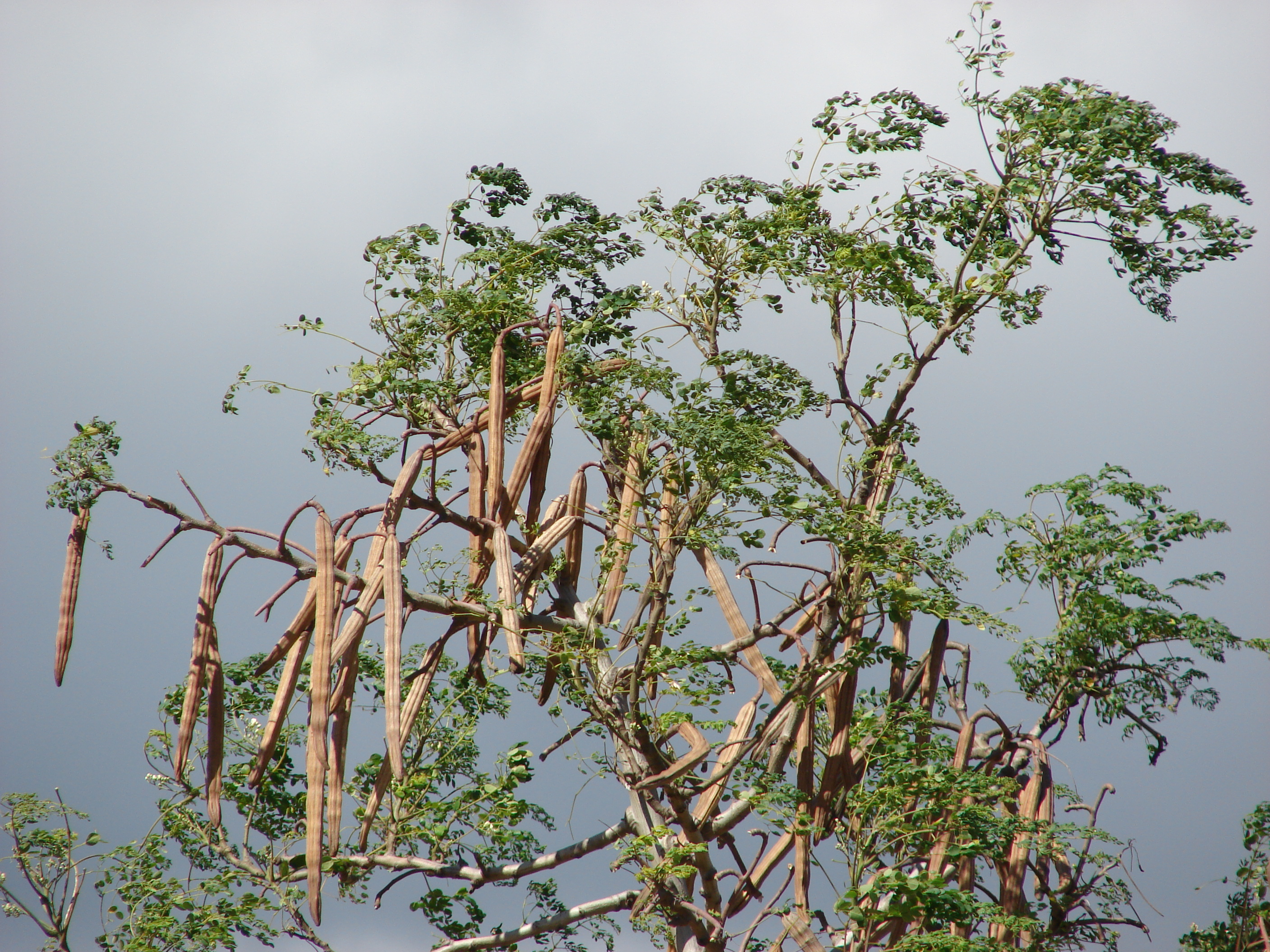